# Iglesia de San Juan Bautista (Larrínzar)
La iglesia de San Juan Bautista es un edificio situado en la localidad española de Larrínzar, en la provincia de Álava.

## Descripción
El edificio se encuentra en la localidad española de Larrínzar, del municipio de Barrundia, perteneciente a la provincia de Álava, en la comunidad autónoma del País Vasco. Se menciona como iglesia parroquial del lugar en el décimo volumen del Diccionario geográfico-estadístico-histórico de España y sus posesiones de Ultramar de Pascual Madoz, donde aparece descrita con las siguientes palabras: «igl. parr. (San Juan), servida por un cura beneficiado de patronato particular». En el tomo de la Geografía general del País Vasco-Navarro dedicado a Álava y escrito por Vicente Vera y López, se dice lo siguiente: «Su iglesia, dedicada á San Juan Bautista, era de patronato y la servía un beneficiado; en la actualidad depende de la parroquia de Marieta».